# Заречный, Григорий Львович
Григо́рий Заре́чный (настоящая фамилия — Ишханов; род. 29 октября 1958, Баку, Азербайджанская ССР, СССР) — российский автор и исполнитель песен в жанре русский шансон. В творчестве Заречного преобладают песни, посвященные шоферам и их нелёгкой жизни.

## Биография
Григорий Заречный родился в городе Баку 29 октября 1958 года, в день рождения комсомола, в который он так и не вступил. Отец - известный архитектор, мать - учительница музыки. Бабушка, в прошлом солистка Бакинского оперного театра, оставила внуку кабинетный рояль "SHRODER". Именно с того рояля и началось познание музыкальных азов.
Обычное безоблачное детство в безоблачной стране, где все дети мечтали стать космонавтами и ничуть не ниже. Игра в школьном ансамбле. Начиная с 6-го класса работа в пионерских лагерях аккордеонистом на пол-ставки. Издержки переходного возраста, гитара, подъезд, 1-й разряд по фехтованию (сабля), приставка "Нота". Растленное влияние Запада" на неокрепшие юные умы групп "Temptation", "Beatles", "Deep Purple", "Grand Funk", "Uria Heep", "Led Zepelling" и ещё многих других. "Подпольные" записи Высоцкого, анекдоты про Брежнева вполголоса, смутные подозрения, что кино с обещанным светлым будущим под красными знамёнами, посмотреть так и не удастся. В общем, всё как у всех. Увлечение собаководством, в 16 лет с боями покупается щенок немецкой овчарки, а в неполных 18 лет добровольная явка в военкомат с требованием: "Забирайте обоих". Забрали!!! Два года службы в подмосковном автобате (охрана имущества базы служебными собаками), армейский ансамбль, первые сочиненные песни. Дембель.
 Вернувшись домой в 20 лет и за один год потеряв обоих родителей, понял, что о продолжении дальнейшего муз.образования придётся забыть. Началась жизнь, изобилующая осваиванием различных профессий, похожая на попытку найти свободный лежак на пляже.
 Получил первые права, пошёл работать водителем троллейбуса. Периодически бросал баранку и экспериментировал на других поприщах, но очень быстро возвращался за руль. Тянуло. По ходу дела прибавились права с категориями А В С. Начал серьёзно увлекаться мотокроссом, но гитару далеко никогда не откладывал. В 1987 году, оказался в Бакинском клубе авторской песни, где собирались любители авторской песни. Это общение дало очень много полезного.
Далее - Сибирь, работа на лесозаводе, добровольный экстрим за сомнительный коэффициент. Комната в общаге на 10 человек, работа в 3 смены, доски, брусья, горбыли, зеки, тайга. Когда понял, что неплохо бы вернуться, оказалось, что возвращаться уже некуда. В Азербайджане начались небезызвестные события, и очередная жена решила расторгнуть брак, при этом распорядившись не своей квартирой в соответствии со своими моральными принципами.
 Совершенно невероятным образом оказался в Ростове с одним чемоданом, гитарой и пятью рублями в кармане. Проехав по городу от аэропорта до железнодорожного вокзала решил -"Останусь!". Начался новый виток. К тому моменту было окончательно усвоено правило: Если хочешь лежать на общественном пляже на лежаке - приноси его с собой и валяйся сколько душе угодно. Работая, решил подытожить музыкальное образование обучением по специальности - руководитель ВИА и духовых оркестров.
Привычка посещать тусовки, где собираются творческие индивидуумы, опять привела в КСП, но уже в Ростовский, и в 90-м вошёл в финал Всесоюзного фестиваля авторской песни. Как вошёл, так и вышел, выяснив для себя, что бардовское видение жизни предполагает использование очков с другим цветом линз.
Работа в Филармонии при Ростовской Консерватории артистом, поездки с концертами по Югу России. Первый купленный синтезатор, первый ресторан, первые сыгранные свадьбы. И пошло-поехало. Пробы себя в роли аранжировщика. Запись 2-х альбомов, благополучно исчезнувших со временем, и на сегодняшний день имеющихся только у самых близких друзей. Семья, дети, бизнес, из-за которого пришлось поставить крест на музыке на несколько лет. Противопоставление фразе о том, что "Художник обязан быть голодным", строки из басни Крылова "И кому же в ум придёт...?"
Строительство своего дома, после его завершения - запись альбома "А я люблю свой город". Песня из этого альбома, благодаря удачному стечению обстоятельств, непредсказуемо попадает в сборник "Шоферской", выпускаемый фирмой "Классик Компани". А далее следуют "Дальнобойщик", "Дальнобойщик 2", "Дальнобойщик 3", благо девиз: "Я знаю о чём пою!" - не просто рекламная фишка, прилепленная к коммерческому проекту. Затем появляется альбом "А я давлю на газ!", выпущенный компанией "Квадро-Диск". Далее, в 2005 году альбом «Не летай!». В начале 2006 года – переезд с семьёй в Москву, длительная ассимиляция, результат - альбом «Тормоза придумали трусы !», а в 2008 - «Шоферской роман». В настоящий момент пишутся новые песни как для себя, так и для других исполнителей, готовятся к выпуску новые альбомы. 
На начало 2022 года уже записано несколько песен из готовящегося к выпуску альбома. Более подробную информацию о степени готовности альбома вы можете узнать из профиля артиста в сети Instagram https://www.instagram.com/zarechny_grigory/

## Дискография
- 2000 — «А я люблю свой город»
- 2001 — «Дальнобойщик»
- 2001 — «Дальнобойщик 2»
- 2002 — «Дальнобойщик 3»
- 2004 — «А я давлю на газ!»
- 2005 — «Не летай!»
- 2006 — «Тормоза придумали трусы!»
- 2008 — «Шоферской роман»
- 2008 — «Голуби над Ростовом»
- 2019 — «Если бы молодость знала...»
- 2019 — «За Бакинцев!»
- 2020 — "Рули, ковбой!"
- 2022 - "Жизнь - это просто путь"